# Тарковский, Мехти II
Мехти́ II Тарко́вский (около 1760 — 1830) — шамхал Тарковский (1797—1830), хан Дербентский (1806) и генерал-лейтенант Российской империи (1800). В течение всего своего правления последовательно проводил русофильскую политику.

## Биография

### Вступление в правление шамхальством
В 1797 году грамотой императора Павла I он был утверждён шамхалом и получил чин тайного советника, с правом ношения алмазного пера (соргуч) на шапке. 18 июня 1800 года в столице шамхальства Тарки, Мехти II официально присягнул на коране российскому императору, а 19 июля принял чин генерал-лейтенанта, что было отмечено рапортом в Коллегию иностранных дел от командующего Кавказом генерал-лейтенанта Карла Кнорринга.

### Расширение власти
В 1796 году он «с войсками отца своего находился при генерал-аншефе графе В. А. Зубове в походе против персиян». 23 августа 1806 года после свержения русскими дербентского хана Шейх-Али-хана под власть Мехти было передано Дербентское ханство без учёта города Дербент и 10 сентября 1806 года император Александр I присвоил шамхалу Мехти титул дербентского хана, так как шамхал женился на Пери Джахан-ханум, которая была сестрой Шейх-Али-хана и наследницей ханства.
В 1818 году во время кавказской кампании генерала Алексея Ермолова и при строительстве крепости Грозная, шамхал Мехти поддерживал российскую политику на Кавказе и выступил на стороне русских войск. В 1818 году, ему было передано Бамматулинское владение, что бы утвердиться в Казанищах, Мехти-шамхал, создал сильную оппозицию из казанищенцев во главе c князем Альбори-хаджи и его сыном Ибрагимом. против владетеля Хасбулата и его сыновей Баммата и Герея, которых Ермолов, назвал изменниками России, они были вынуждены покинуть Казанище и просить убежище у мехтулинского хана.
Несколько раз c 1827 года на протяжении двух лет безуспешно приглашал к себе исламского проповедника Гази-Мухаммада, а затем, после его приезда, разрешил ему занятие проповеднической деятельностью, а сам уехал в Санкт-Петербург для представления новому русскому царю Николаю I. Ввиду преклонного возраста ходатайствовал перед царём о передаче шахмальства старшему сыну Сулейман-паше и предложил проект постройки селения Темир-Хан-Шуры под крепость, что было реализовано в 1832 году.
Умер во время обратной дороги из Санкт-Петербурга в Дагестан в 1830 году.

## Семья

### Дети
Дети от Пери Джахан-ханум (иногда Фариджан-ханум), дочери Фатали-хана Кубинского:
- сын Сулейман-паша (наследовал шамхальство)
- дочь Нух-бике

От Севдюк-бике:
- сын Абу Муслим (наследовал шамхальство после Сулейман-паши)
- сын Зубаир
- дочь Айбат-бике

Другие дети, в том числе чанки:
- сын Шах-Вали
- сыновья Ахмат-хан, Гайдар-бек, Албёрю, Кагерман-бек, Чагар, Бек-Мурза, Будай-бек, Касум-бек

### Внуки
Дети Абу Муслима:
- Шамсутдин (наследовал шамхальство)
- Далгат (отец Джамалутдина Тарковского)
- Хан (отец Нух-бека Тарковского)

Дети Зубаира:
- Осман (от которого вышла ветвь рода, проживавшая в Муслим-ауле, ныне Атланаул, выселены в Узбекистан[7])
- Аббас
- Ибрагим

Дети Шах-Вали:
- Зубаир (его дети: Шах-Вали, Умалат, Солтан-Азиз-бек, Ханбек — он же Орхан Тарковский, эмигрировавший в Турцию)[8]
- Укаил (дети: Гайдар-бек, Сулейман-паша, Джамалутдин)

## В литературе
Сыну шамхала Мехти Тарковского, Шах-Вали, посвящён недописанный роман Александра Пушкина «Роман на Кавказских водах».